# Sainte-Maxime
Sainte-Maxime (en occitan provençal Santa Maxima selon la norme classique ou Santo Massimo selon la norme mistralienne) là một xã, thuộc tỉnh Var trong vùng Provence-Alpes-Côte d’Azur, Pháp. Xã này có diện tích 81,61 km², dân số năm 2006 là 13.739 người. 

## Thông tin nhân khẩu
| Năm    |
| Dân số |
| ------ |

## Cư dân nổi bật
- Léon Gaumont,
- Bertil de Suède,
- Victor Margueritte,
- Paul Géraldy,
- Michel Constantin